# Sant Miquel de Vivers
|  | Aquest article tracta sobre l'església parroquial de Vivers (al Rosselló). Si cerqueu l'església de Viver i Serrateix (al Berguedà), vegeu «Sant Miquel de Viver». |

Sant Miquel de Vivers és l'església parroquial del poble rossellonès de Vivers, a la Catalunya Nord.
Està situada en el centre i punt més elevat del turonet on es troba el poble, al costat del lloc on hi havia hagut el Castell de Vivers.
És un temple romànic del segle xii, de nau única acabada en un absis semicircular. L'edifici està culminat per un campanar d'espadanya fet de maons, rematat amb un rellotge. A l'interior es conserven diverses obres medievals; en destaquen un Crist romànic i una marededeu del segle xiv; el retaule principal, del segle xvi, és dedicat a sant Miquel.

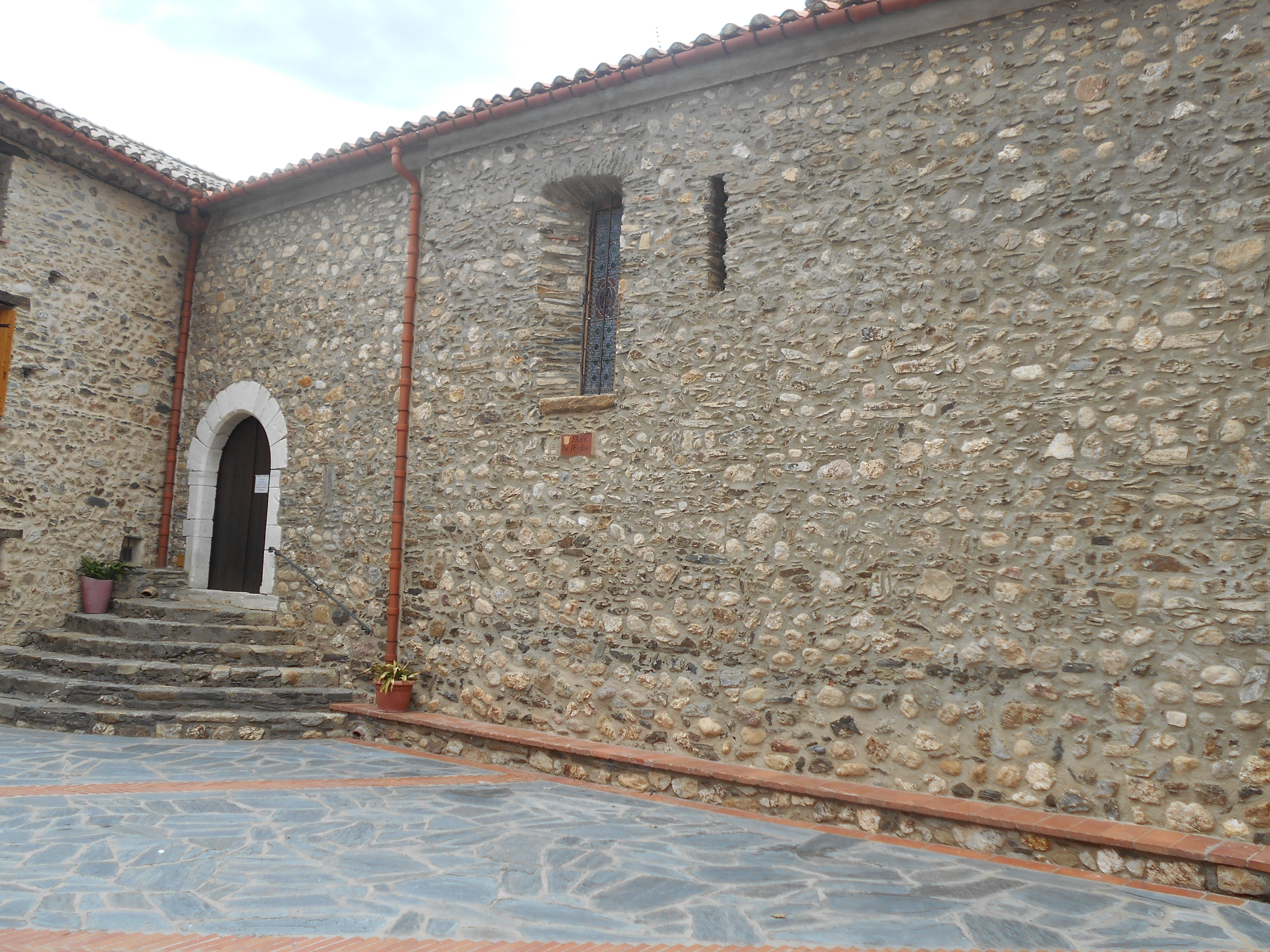
Façana meridional de l'església
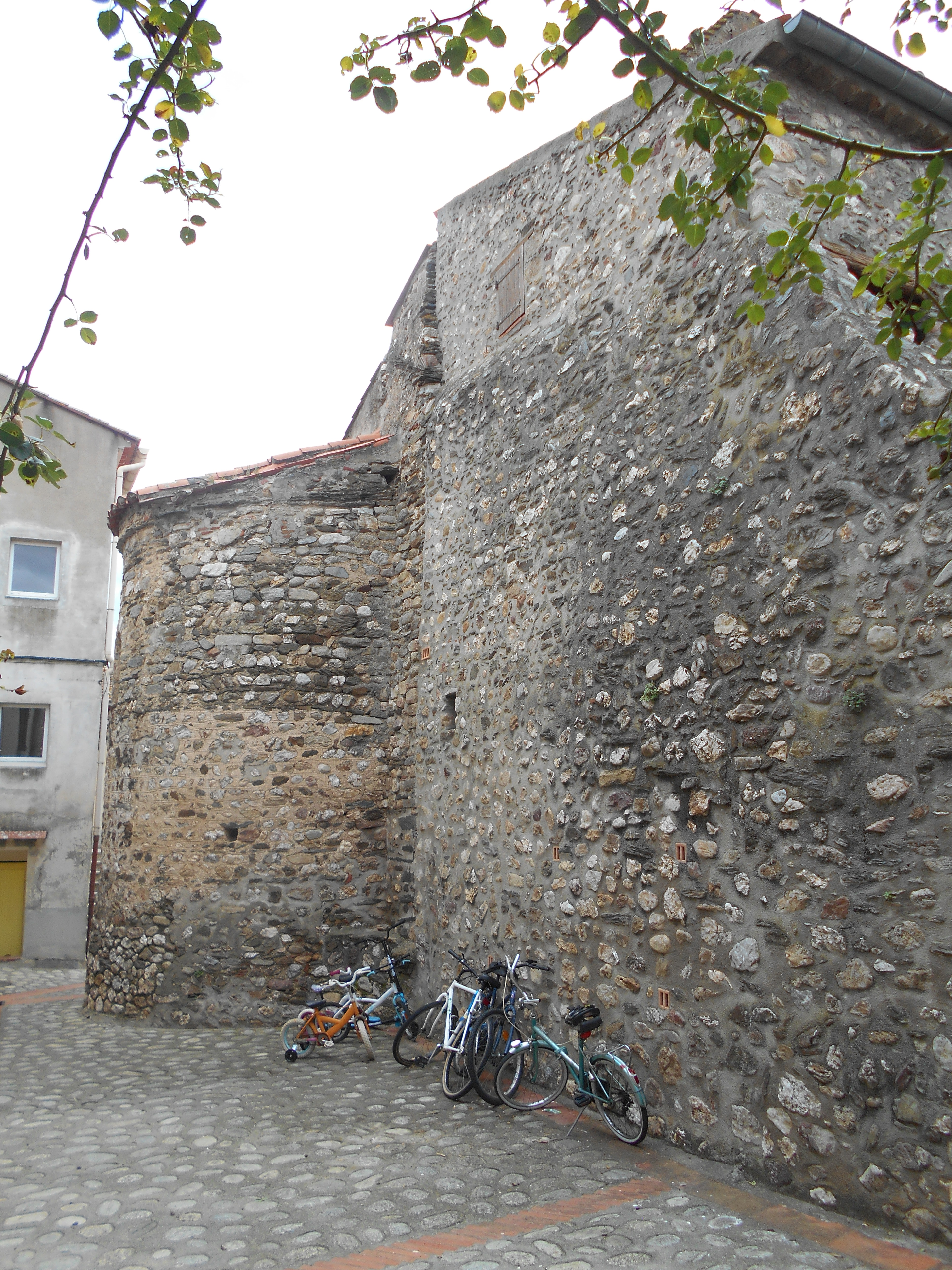
Absis romànic de l'església i restes del Castell de Viver
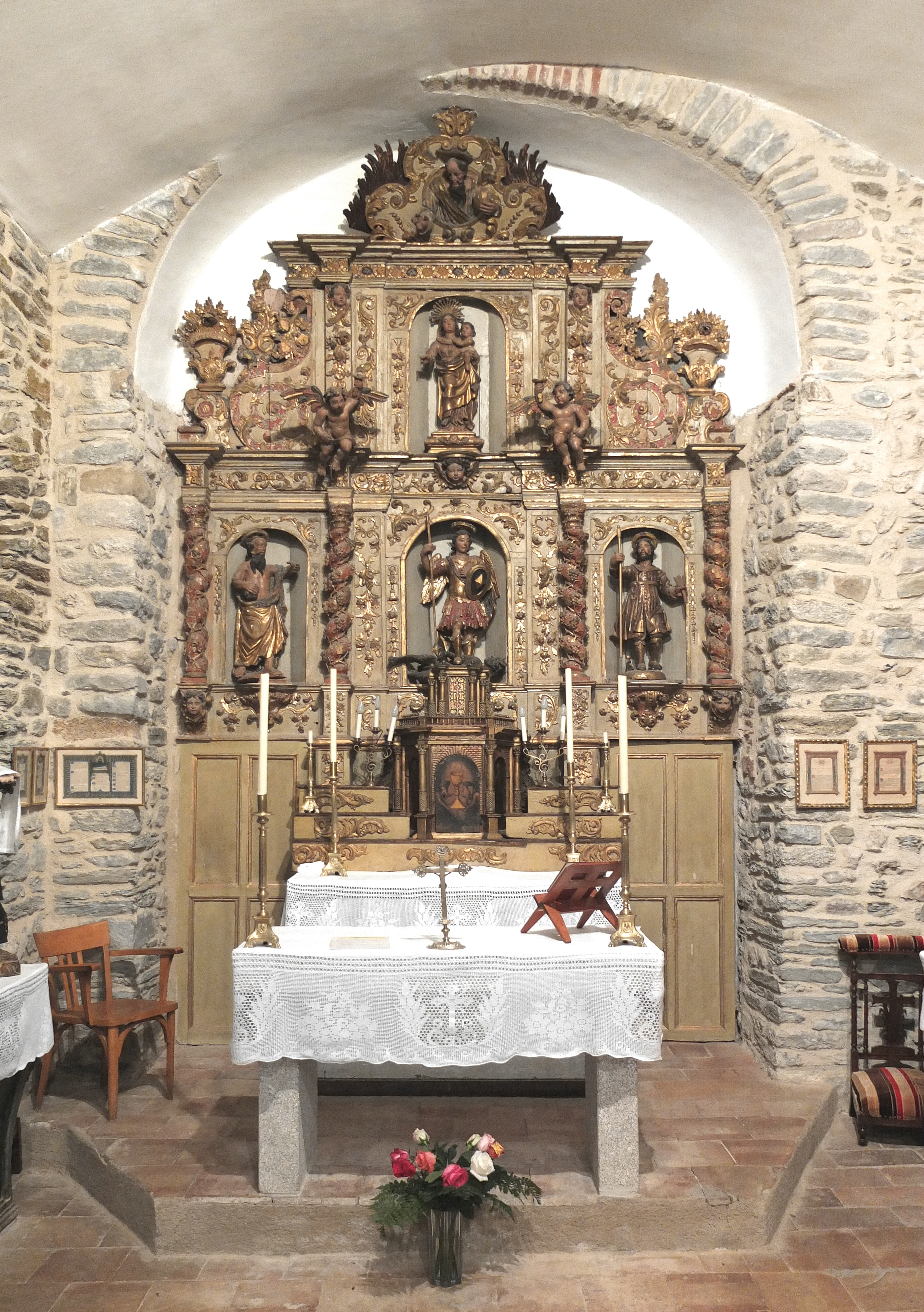
Altar major
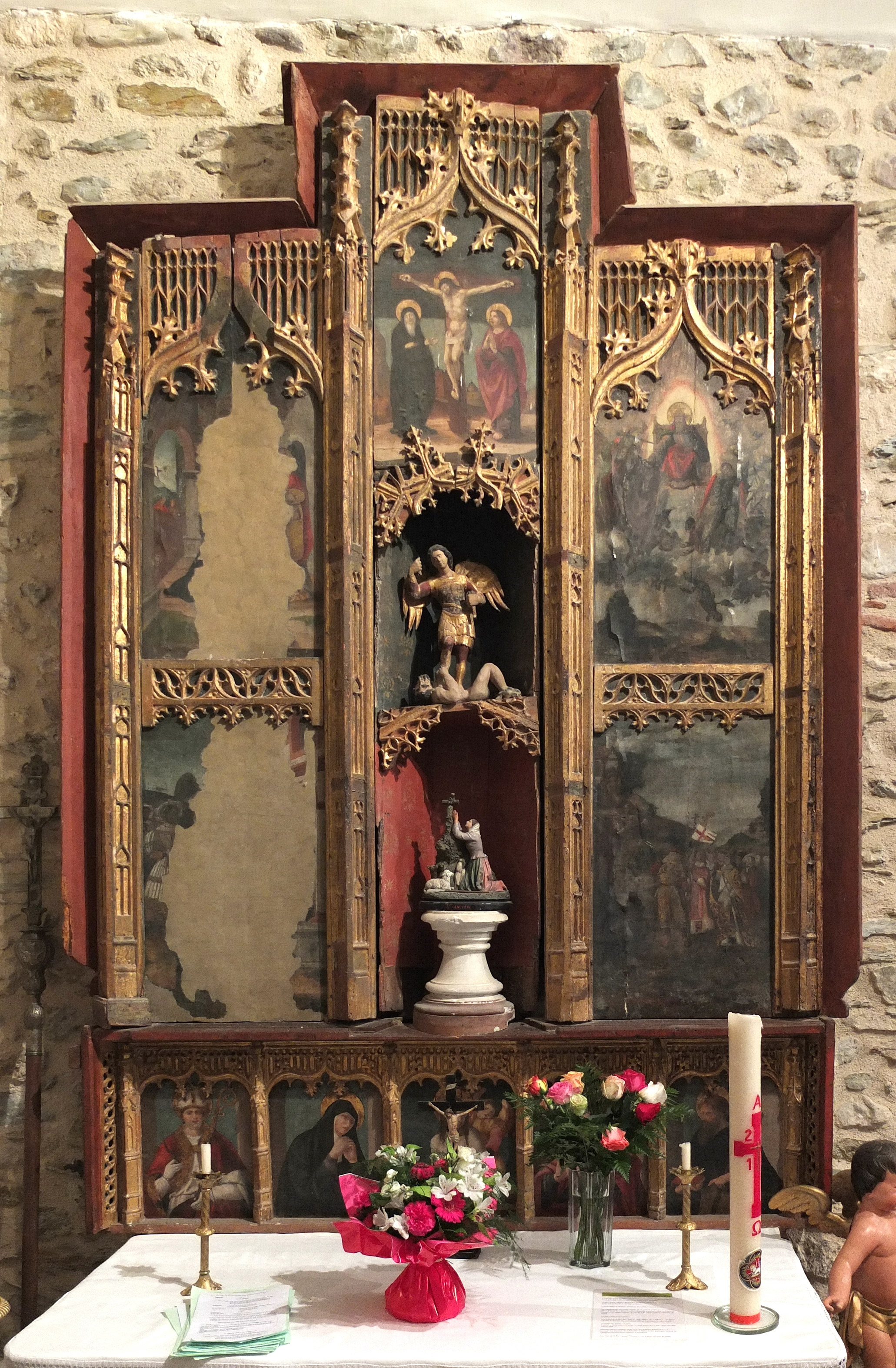
Altar de Sant Miquel
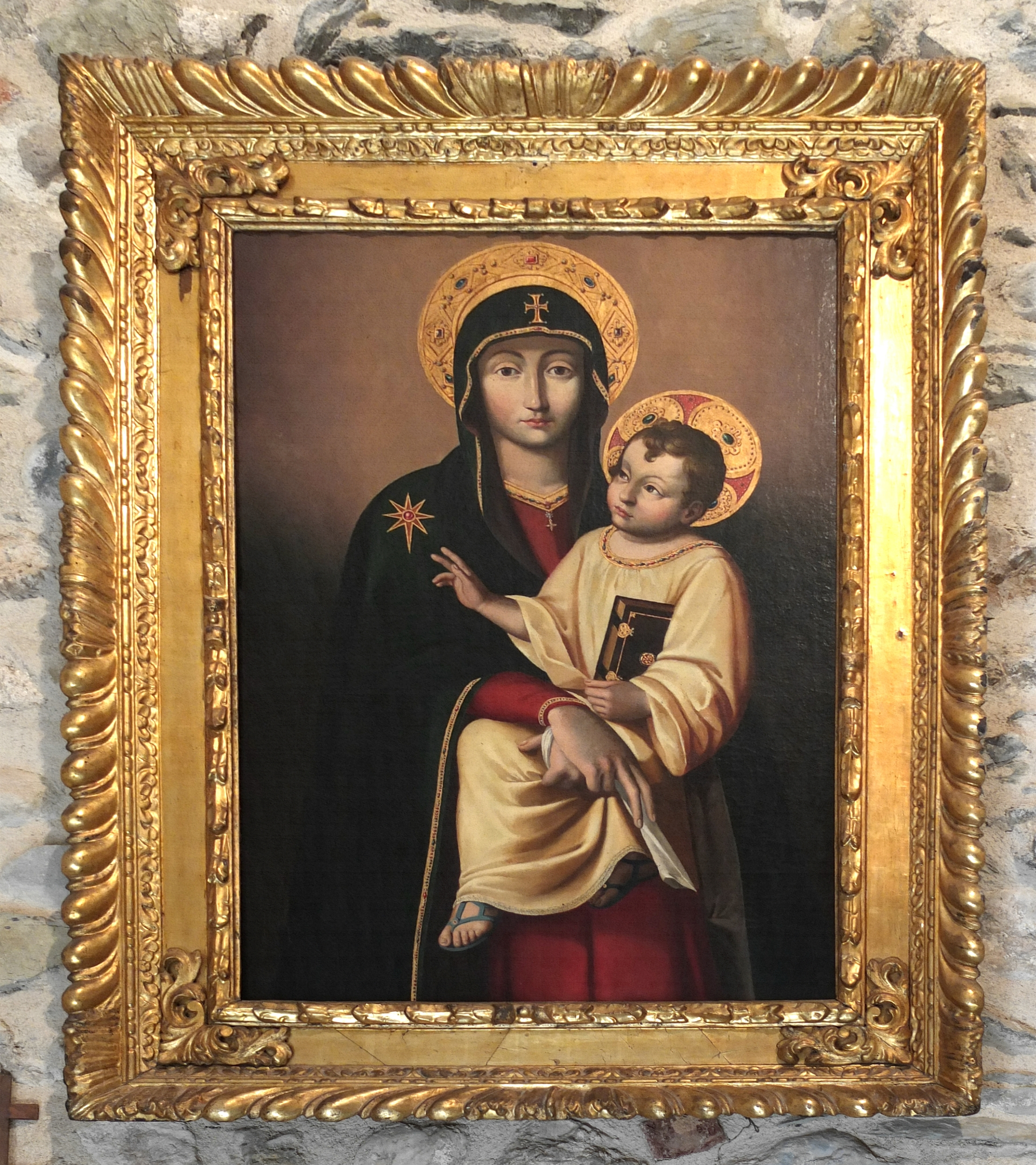
Mare de Déu